# سرنگکی
سرنگکی (به لهستانی:  Serniki) یک روستا در لهستان است که در گمینا سرنگکی واقع شده‌است.